# Sam Nivola
Samuel „Sam“ John Nivola (* 26. September 2003 in London) ist ein britisch-amerikanischer Schauspieler sowie Kurzfilmregisseur und Drehbuchautor.

## Leben
Sam Nivola ist das erste Kind der britischen Schauspielerin Emily Mortimer und ihres US-amerikanischen Kollegen Alessandro Nivola. Er wuchs mit seiner sechs Jahre jüngeren Schwester May (* 2010) auf. Wie ihr Vater begeisterten sich die Geschwister von Kindheit an für den Tennissport. Sam Nivola entwickelte sich zum talentierten Nachwuchsspieler und trat bei USTA-Turnieren an.
Nivola lebte bis 2012 mit seiner Familie in Los Angeles. Danach übersiedelte er mit seinen Eltern und seiner Schwester nach Brooklyn, New York.

## Karriere
Nivola trat erstmals als Kinderdarsteller in einer Folge der US-amerikanischen Sitcom Doll & Em (2013) auf, in dem seine Mutter eine der beiden Hauptrollen bekleidete. Nach einem Statistenpart in Matthew Barneys Opernverfilmung River of Fundament (2014), war er erst zu Beginn der 2020er-Jahre wieder im US-amerikanischen Kino präsent. Während der COVID-19-Pandemie führte Nivola Regie und verfasste das Drehbuch für den Kurzfilm Neighborhood Watch. Das Werk, in dem er neben seinen Eltern und seiner Schwester auch als Schauspieler erschien, war Teil des Episodenfilms With/In: Volume 2 (2021). Prämisse bei dem Projekt war es, mit dem Smartphone einen Kurzfilm über das Leben in Pandemie-Isolation im Jahr 2020 zu realisieren. With/In: Volume 2, mit weiteren Beiträgen von Chris Cooper, Griffin Dunne, Arliss Howard, Mickey Sumner, Julianne Nicholson und Jonathan Cake sowie Gina Gershon wurde im Juni 2021 beim Tribeca Film Festival uraufgeführt.
Obwohl die Eltern ihre Kinder nicht zu einer Schauspielkarriere ermunterten, folgten für Nivola und seine Schwester weitere Schauspielrollen. In Noah Baumbachs Literaturverfilmung Weißes Rauschen (2022) wurden die Geschwister als Filmkinder von Adam Driver und Greta Gerwig verpflichtet. Baumbach hatte ein Casting an der Schule der Nivolas abgehalten, wo die Geschwister entdeckt wurden. Weißes Rauschen wurde als Eröffnungsfilm der Filmfestspiele von Venedig ausgewählt und Nivola erhielt weitere Rollen in William Oldroyd Psychodrama Eileen und als Sohn von Bradley Cooper und Carey Mulligan in der Filmbiografie Maestro über Leonard Bernstein.

## Filmografie
Schauspieler
- 2013: Doll & Em (Fernsehserie, 1 Folge)
- 2014: River of Fundament
- 2021: The Pursuit of Love (Miniserie)
- 2021: With/In: Volume 2 (Episodenfilm, Episode: Neighborhood Watch)
- 2022: Weißes Rauschen (White Noise)
- 2023: Eileen
- 2023: Maestro
- 2024: Ein neuer Sommer (The Perfect Couple; Fernsehserie)
- 2025: The White Lotus (Fernsehserie)

Regie und Drehbuch
- 2021: With/In: Volume 2 (Episodenfilm, Episode: Neighborhood Watch)